# Anarete stettinensis
Anarete stettinensis är en tvåvingeart som beskrevs av Günther Enderlein 1911. Anarete stettinensis ingår i släktet Anarete och familjen gallmyggor.
Artens utbredningsområde är Polen. Inga underarter finns listade i Catalogue of Life.